# Deus Ex: Human Revolution – The Missing Link
Deus Ex: Human Revolution – The Missing Link é um conteúdo para download do jogo eletrônico Deus Ex: Human Revolution. Ele foi desenvolvido pela Eidos-Montréal e publicado pela Square Enix, sendo lançado digitalmente para Microsoft Windows, PlayStation 3 e Xbox 360 em outubro de 2011. Relançamentos posteriores de Human Revolution incorporaram The Missink Link à narrativa principal e o disponibilizaram também para as plataformas OS X e Wii U.
The Missing Link se passa durante um buraco narrativo nos eventos finais da história principal de Human Revolution. O protagonista Adam Jensen é descoberto, torturado e aprisionado por oficiais da companhia de segurança particular Belltower Associates enquanto segue para uma instalação secreta em Singapura. Ele consegue escapar e precisa recuperar seus equipamentos e descobrir os segredos da base da Belltower com o auxílio de um misterioso hacker e outros personagens. A jogabilidade é igual à apresentada no jogo principal, sendo mostrada principalmente em uma perspectiva em primeira pessoa e com o jogador podendo escolher entre uma progressão furtiva ou de ação pelos diferentes ambientes.
A expansão não fora originalmente planejada e foi desenvolvida pelos membros principais da equipe de Human Revolution, incluindo o diretor Jean-François Dugas, o produtor David Anfossi, a roteirista Mary DeMarle, o diretor de arte Jonathan Jacques-Belletête e o compositor Michael McCann. A história foi projetada para ser uma experiência autônoma, parcialmente por causa dos melhoramentos técnicos e estéticos que a equipe realizou. Uma batalha de chefão foi projetada para ter várias soluções, um contraste deliberado com as abordagens de ação dos combates de chefões do jogo original. A recepção de The Missink Link foi positiva: apesar de algumas opiniões mistas sobre a história, a jogabilidade e os visuais foram elogiados.

## Jogabilidade

Adam Jensen se escondendo no início de The Missing Link. Seus equipamentos foram retirados, forçando o jogador a procurar por novas armas e aprimoramentos.

Deus Ex: Human Revolution - The Missing Link é um conteúdo para download que atua como história paralela aos eventos mostrados em Deus Ex: Human Revolution. Assim como o jogo principal, The Missing Link é jogado em uma perspectiva em primeira pessoa combinando elementos de jogabilidade dos gêneros RPG de ação, tiro e stealth. O modo como o jogador navega pelos ambientes e supera obstáculos é relativamente aberto: é possível usar uma abordagem de ação com combates e tiros ou empregar a furtividade a fim de progredir sem ser detectado. Os ambientes incluem dispositivos de segurança como câmeras e lasers. Estes podem ser desativados hackeando terminais ou recuperando códigos de segurança contidos em tablets encontrados nos ambientes ou obtidos em inimigos derrotados. Também flexíveis são as táticas para derrotar inimigos, com os jogadores podendo usar métodos tanto letais quanto não letais em ataques e armamentos. O protagonista Adam Jensen perde todos os seus equipamentos e aprimoramentos no começo de The Missing Link, forçando-o a achá-los novamente. Seus aprimoramentos podem ser melhorados com o uso de Praxis Kits. Os aprimoramentos que Jensen pode receber são separados do jogo principal, permitindo customizações de personagem diferentes.

## Enredo
The Missing Link se passa durante os eventos de Human Revolution: Adam Jensen consegue se infiltrar dentro de um navio com destino a uma instalação secreta em Singapura depois de escapar de uma explosão nas docas da cidade de Hengsha em Xangai. Pieter Burke e Netanya Keitner, dois oficiais da companhia de segurança particular Belltower Associates, o encontram e o torturam procurando informações sobre sua identidade. Jensen é capaz de escapar depois de sua cela ser misteriosamente aberta, conseguindo recuperar parte de seu equipamento com a ajuda de um misterioso hacker que o contata via rádio. O navio aporta na Rifleman Bank Station, um centro transoceânico de suprimentos da Belltower. Jensen entra na estação e descobre que foi Keitner quem o libertou. Ela ficara desiludida pela natureza antiética das operações locais da empresa, querendo que Jensen encontre provas concretas de pesquisas ilegais para serem entregues à Interpol.
Jensen se infiltra na ala de segurança da estação e descobre um grande campo de detenção com centenas de prisioneiros. Ele conversa com Nina Sullivan, uma das aprisionadas, e depois ouve uma conversa entre Burke e os cientistas Gary Savage e Tiffany Kavanagh, confirmando que inocentes estão sendo capturados por todo o mundo a fim de avançar as pesquisas realizadas pelos Illuminati que Jensen também está investigando, com os experimentos mostrando-se fatais para a maioria das pessoas. Jensen consegue ter acesso a um elevador escondido que o leva para uma enorme instalação de pesquisa submersa. Ele confronta Kavanagh que, já sentindo remorso pela natureza inumana da pesquisa, concorda em ser uma informante. Burke descobre o motim de Keitner e ela acaba sendo morta por soldados. O oficial então inicia um "Código Amarelo", bombeando gases tóxicos para o campo de detenção e para a instalação de pesquisa com o objetivo de eliminar as testemunhas. Jensen recebe a opção de redirecionar o gás para salvar Kavanagh ou os prisioneiros, ou ainda explorar, encontrar e sabotar o distribuidor de gás e salvar todas as pessoas.
Jensen volta para a base e confronta Burke, que pode ser morto ou apenas incapacitado dependendo da escolha do jogador. Jensen então é novamente contatado pelo hacker, que lhe informa que outro navio está prestes a partir para seu destino original. O hacker revela-se ser "Quinn", que havia anteriormente se apresentando como um civil trabalhando na estação, além de ser o contato de Keitner na Interpol. Ele explica que estava escondendo a verdade para usar tanto Jensen quanto Keitner como peões contra a Belltower e, por extensão, os Illuminati. Quinn envia Jensen para um novo navio depois de comentar suas ações, em seguida contatando um outro hacker misterioso chamado "Janus". Ele lhe informa sobre o sucesso da operação e debate o futuro potencial de Jensen no combate contra os Illuminati.

## Desenvolvimento
Um conteúdo para download (DLC) inicialmente não estava nos planos da equipe de desenvolvimento de Deus Ex: Human Revolution. A produção de The Missing Link começou bem mais adiante no processo de desenvolvimento do jogo principal, quando os temas visuais já estavam finalizados. Apenas os membros principais da equipe se envolveram na criação do DLC, porém o desenvolvimento de The Missing Link não recebeu grande prioridade por muito tempo já que isso desviaria recursos do desenvolvimento de Human Revolution. O diretor Jean-François Dugas, o produtor David Anfossi e o diretor de arte Jonathan Jacques-Belletête voltaram nas mesmas funções que exerceram no título original. O projetista chefe foi Antoine Thisdale. A roteirista Mary DeMarle também retornou para escrever o roteiro, tendo contribuições também do roteirista suplementar James Swallow. Músicas adicionais foram criadas pelo compositor Michael McCann, que também trabalhou em Human Revolution. Ele queria incluir músicas do DLC no álbum oficial da trilha sonora, porém as gravações para o lançamento já tinha se encerrado e conflitos de cronogramas impediram que qualquer música nova fosse incluída na trilha sonora. Mesmo assim, McCann ainda esperava poder lançar um álbum só com a música de The Missink Link.
O foco mudou para The Missing Link assim que o desenvolvimento de Human Revolution acabou, com a equipe principal trazendo sua experiência para incidir sobre o DLC na construção de seus ambientes. A história foi projetada para que não revelasse eventos da narrativa principal, mas que em vez disso fosse uma experiência autônoma que criaria maior contexto para o mundo de jogo. Seu título (em português: "O Elo Perdido") faz referência tanto a sua condição como o preenchimento de um buraco narrativo quanto a um elemento do enredo. The Missing Link foi desenvolvido  como uma experiência separada, acessível através do menu principal de Human Revolution e independente das escolhas realizadas pelo jogador durante o jogo principal. Isso ocorreu devido aos problemas técnicos relacionados com o trabalho melhorado no momento de transição no ponto cronológico de um para o outro: o maior nível de detalhes e polimento do DLC teria causado uma experiência dissonante para os jogadores.
The Missing Link proporcionou uma oportunidade para que os visuais e a jogabilidade fossem melhorados. Os gráficos receberam mais contraste para que os diferentes objetos se destacassem mais. Melhoramentos no sistema de iluminação foi um grande foco da equipe. O motor de jogo também foi aprimorado junto com as animações dos personagens e as animações faciais. Os desenvolvedores não precisaram se focar muito sobre a repetição de rostos e vozes, uma preocupação que havia surgido no jogo principal, devido ao tamanho relativamente pequeno dos ambientes do DLC. As lutas contra os chefões foram os elementos mais criticados pelos jogadores e pela crítica especializada em Human Revolution, com essas tendo sido originalmente terceirizadas para a Grip Entertainment e consequentemente não seguiam o estilo de jogabilidade do resto do jogo, focando-se muito mais para a ação e não possuindo opções de diferentes abordagens. Uma luta de chefão foi incluída em The Missing Link, tendo sido inteiramente produzida pela equipe da Eidos-Montréal e permitindo uma variedade de soluções, incluindo opções não letais.

## Lançamento
Os planos de um conteúdo para download foram anunciados pela primeira vez durante a Gamescom de 2010, onde foi afirmado que ele seria uma extensão da narrativa principal. A Eidos Montréal posteriormente espalhou pistas em seu website insinuando sobre o DLC, eventualmente revelando The Missing Link um mês depois do lançamento de Human Revolution. Ele foi lançado digitalmente em 18 de outubro de 2011 na Steam e na Xbox Live, e no dia seguinte na PlayStation Network. As versões de console do DLC foram lançadas no Japão em 7 de março de 2012 na  PlayStation Network e em 20 de março na Xbox Live.
O DLC foi incluído como parte da conversão do jogo principal para OS X realizada pela Feral Interactive e lançada em 26 de abril de 2012. The Missing Link foi posteriormente incorporado à narrativa principal no Director's Cut do jogo, lançado para as plataformas originais e também Wii U. Os desenvolvedores dessa nova versão do título aplicaram em Human Revolution os melhoramentos técnicos e de jogabilidade desenvolvidos primeiramente para The Missing Link. O Director's Cut foi lançado mundialmente em 25 de outubro de 2013. Uma conversão para OS X novamente feita pela Feral Interactive estreou em 16 de abril de 2014.

## Recepção
The Missing Link foi recebido positivamente de maneira geral pela crítica especializada. Maurice Tan da Destructoid gostou da história apesar dela não adicionar nada para a experiência global de Human Revolution, também dizendo que as grandes escolhas não tinham impacto. Simon Parkin da Eurogamer não encontrou nenhum gancho narrativo forte, achando que ele existia mais para conectar um buraco na narrativa principal do jogo. Kevin VanOrd da GameSpot elogiou a história por seus momentos emotivos e boa dublagem. Edwin Evans-Thirlwell da Official Xbox Magazine achou o enredo minado pelo vilão e alguns diálogos ruins. Tom Francis da PC Gamer fez comentários mínimos sobre a história como um todo, dizendo apenas que ela tinha uma conclusão forte.
Tan elogiou a mistura de tipos de jogabilidade, mesmo percebendo algumas vezes a necessidade de percorrer os mesmos ambientes já passados a fim de alcançar o objetivo. As opiniões de VanOrd foram similarmente positivas com as que tinha tido em Human Revolution. Ele elogiou a batalha contra o chefão, porém também achou que a experiência foi um pouco manchada pelo retrocesso através dos ambientes. Parkin falou sobre as mecânicas trazidas do jogo principal, mas disse que os ambientes confinados fizeram as escolhas limitadas parecessem "negativas em vez de libertadoras". Keza MacDonald da IGN elogiou as misturas da jogabilidade e mecânicas melhoradas para o confronto com o chefão, entretanto, também criticou a quantidade de retrocessos pelas diferentes áreas da base. Evans-Thirlwell gostou do fato de poder reconstruir o conjunto de aprimoramentos de Jensen e também das várias opções de jogabilidade. Francis elogiou o combate contra o chefão, mesmo achando o DLC mais linear que o jogo principal.
VanOrd elogiou tanto o estilo artístico quanto o aumento na qualidade dos movimentos faciais mesmo eles ainda parecendo um pouco rígidos, porém reparou problemas na inteligência artificial dos inimigos que também estavam presentes no jogo principal. Park falou negativamente sobre os ambientes "escuros e repetitivos", enquanto MacDonald elogiou as melhorias na iluminação; sua maior crítica foram os longos períodos de carregamento nas versões dos consoles. Sua condição como conteúdo para download gerou opiniões divididas. Tan gostou da separação do jogo principal, chamando-o de "um DLC bem produzido com um nível de qualidade que se encaixa com o jogo principal tanto em termos de qualidade quanto atmosfera". Parkin por outro lado achou que The Missing Link era muito insubstancial para se segurar sozinho, apesar de comentar que era um meio de experimentar aprimoramentos antes de realizar melhorias similares no jogo principal. MacDonald foi mais positiva, expressando sentimentos similares aos de Tan de que era um bom DLC apesar da falta de valor em jogá-lo mais de uma vez. Tanto Francis quanto Evans-Thirlwell foram positivos e elogiaram o conteúdo por sua força.